# Jules Eytel
Jules Eytel (* 1. März 1817 in Vevey; † 24. Januar 1873 in Lausanne; ab 1835 heimatberechtigt in Vevey) war ein Schweizer Politiker.

## Biografie
Nach dem Studium der Rechtswissenschaften in Lausanne und Heidelberg erlangte Eytel 1840 das Anwaltspatent. Er ging fortan bis zu seinem Tod in Lausanne dem Anwaltsberuf nach; er verteidigte hierbei unter anderem 1864 Adolphe Fontanel wegen dessen Beteiligung an den Genfer Wahlunruhen 1864. Von 1846 bis 1849 war er Professor für waadtländisches Zivilrecht an der Akademie Lausanne.

Sitzung der Tagsatzung in 1847: Grossrath Eytel im Vordergrund, zum Betrachter gewandt (Nr. 23)

Im Jahr 1845 wurde er in den Grossen Rat des Kantons Waadt gewählt, war 1861 Mitglied und später Vizepräsident der Konstituante sowie von 1862 bis 1863 Staatsrat des Kantons Waadt, wo er dem Erziehungs- und Kultusdepartement vorstand. Ebenfalls war er auf nationaler Ebene von 1845 bis 1847 Tagsatzungsabgeordneter und von 1848 bis 1851, von 1863 bis 1866 sowie von 1870 bis 1873 Nationalrat. Von 1862 bis 1863 sass er im Ständerat.
Als einer der Anführer der Waadtländer Radikalen beteiligte er sich an der Revolution von 1845 und focht ohne Unterlass gegen den damals amtierenden Staatsrat, obwohl dieser ebenfalls aus dem radikalen Umfeld stammte. Er setzte 1861 eine Revision der Waadtländer Verfassung durch und verbündete sich mit Paul Cérésole und den Liberalen zum Sturz der Regierung. Diese Opposition blieb jedoch nicht lange bestehen, und er trat 1863 zurück. Im Gegensatz zu seinen Parteikollegen setzte sich Eytel stark für eine freie Religionsausübung ein.
Eytel hatte diverse Verwaltungsratsmandate, unter anderem bei der Union vaudoise du crédit von 1864 bis 1865. Er war 1835 Mitglied der Zofingia sowie 1849 Ehrenmitglied der Helvetia. Ferner war er Freimaurer.
In der Schweizer Armee war er Major im Generalstab.